# Sa Costera
Sa Costera este o arie protejată (arie specială de conservare — SAC, sit de importanță comunitară — SCI, arie de protecție specială avifaunistică — SPA) din Spania întinsă pe o suprafață de 787,83 ha, integral pe uscat.

## Localizare
Centrul sitului Sa Costera este situat la coordonatele 39°49′00″N 2°44′12″E / 39.8166°N 2.7367°E.

## Înființare
Situl Sa Costera a fost declarat sit de importanță comunitară în iulie 2000 pentru a proteja 1 specie de plante și 9 specii de animale. Alte tipuri de protecție:
- arie de protecție specială avifaunistică (în martie 2006)[2]
- arie specială de conservare (în mai 2015)[1][3][4]

## Biodiversitate
Situată în ecoregiunea mediteraneană, aria protejată conține 8 habitate naturale: Păduri de Quercus ilex și Quercus rotundifolia, Pante stâncoase calcaroase cu vegetație casmofită, Izvoare petrifiante cu formare de travertin (Cratoneurion), Faleze cu vegetație de Limonium spp. endemic de pe coastele mediteraneene, Tufărișuri termo-mediteraneene și de pre-deșert, Păduri de Olea și Ceratonia, Matorral arborescenți cu Laurus nobilis, Pajiști umede mediteraneene cu ierburi înalte de Molinio-Holoschoenion.
La baza desemnării sitului se află mai multe specii protejate:
- plante (1): Paeonia cambessedesii
- păsări (7): vulturul negru (Aegypius monachus), Falco eleonorae, șoim călător (Falco peregrinus), acvilă pitică (Hieraaetus pennatus), vultur pescar (Pandion haliaetus), Phalacrocorax aristotelis desmarestii, Sylvia sarda
- amfibieni (1): Alytes muletensis
- nevertebrate (1): croitorul mare al stejarului (Cerambyx cerdo)

Pe lângă speciile protejate, pe teritoriul sitului au mai fost identificate 4 specii de plante.